# 柏林地鐵

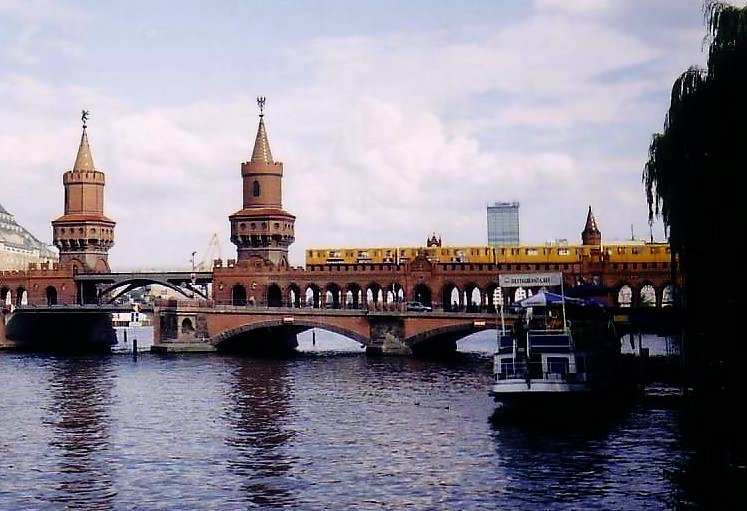
U1線奧伯鮑姆橋

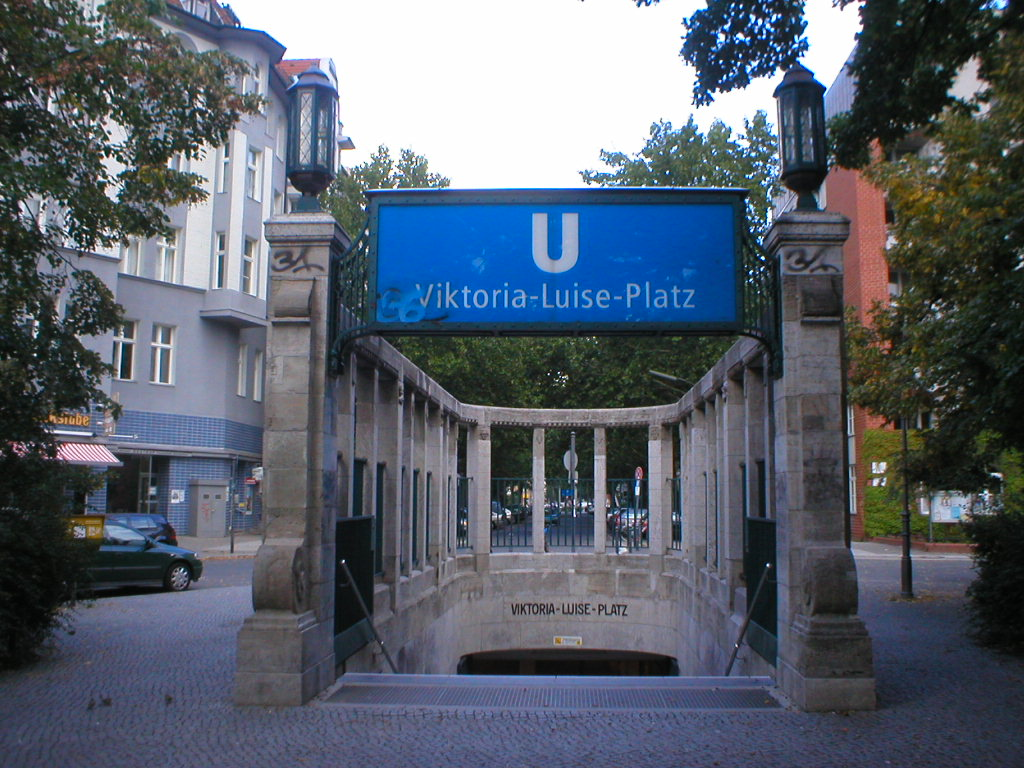
U4線維多利亞-路易絲-廣場車站入口

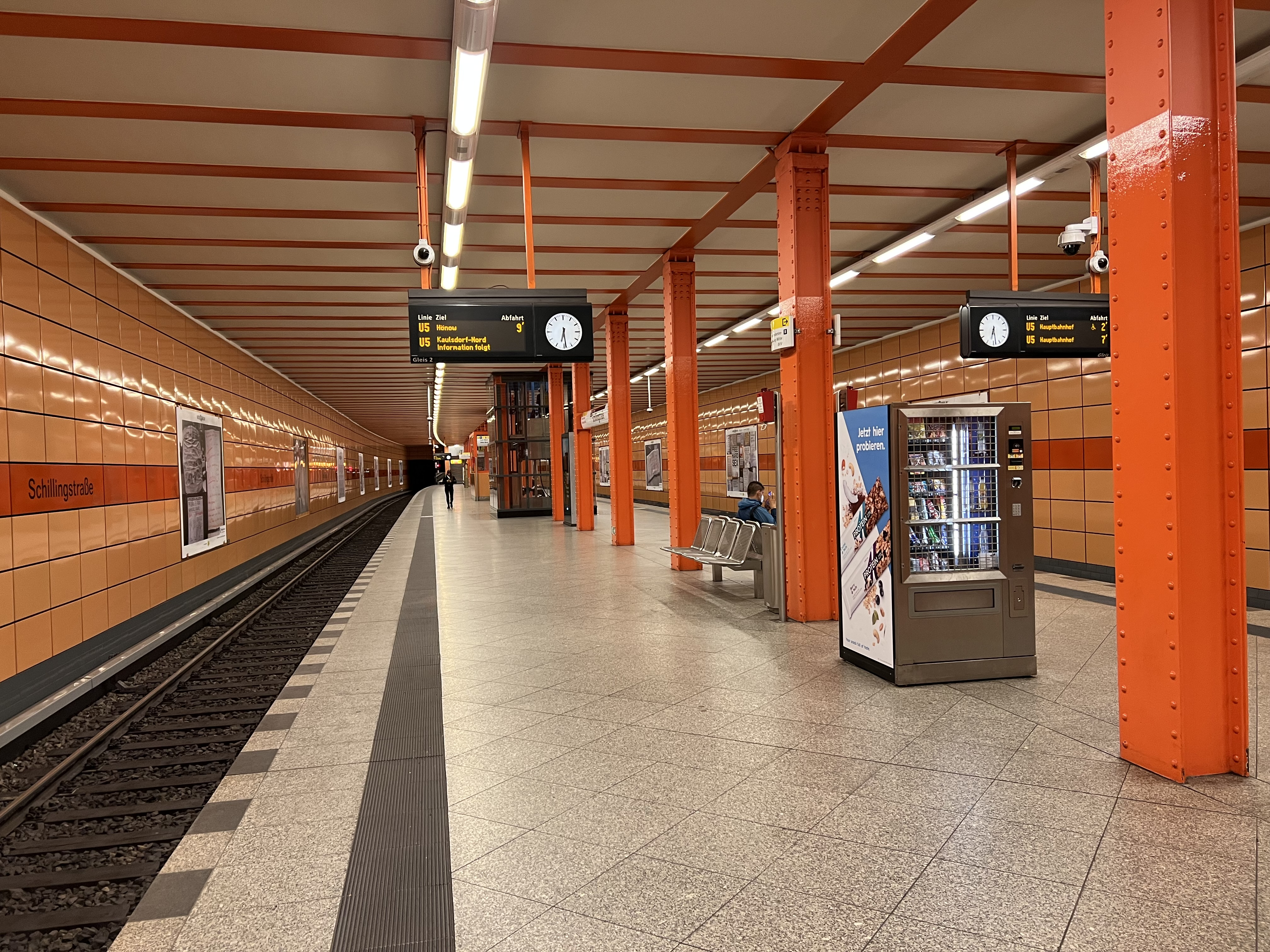
U5線Schilling路車站

柏林地鐵（德語：Berliner Untergrundbahn，簡稱Berliner U-Bahn）是德國首都柏林的地鐵系統，也是德語地區內最大的地鐵系統。自1902年1月起營運至今，為國際地鐵聯盟（CoMET）的成員之一，與柏林快铁、路面電車和公共汽車同為柏林公共運輸系統骨幹，目前路網共有9条线路，共计175个车站，服務範圍以柏林市區為中心點向外放射，运营总里程達148公里（90%軌道位於地底）。地鐵全線使用750伏直流電第三軌供电。
柏林地鐵的營運單位是柏林大眾運輸公司（BVG），共配置1242輛列车，目前維持高峰2~5分鐘一班車、平峰7~12分鐘一班車的班距。2017年柏林地鐵年運量為5.531億人次，2019年年運量突破5.96億人次。

## 歷史

### 一戰之前
19世紀末，柏林的城市規劃者正在試圖解決城市日益嚴重的交通問題。實業家和發明家维尔纳·冯·西门子建議建造高架鐵路，柏林城市管理人員擔心地下隧道會損壞下水道，因此也傾向於沿著前城牆的路徑修建高架鐵路。經過討論之後，一條大部分高架的鐵路於1896年9月10日開始施工。
- 1902年2月15日，柏林地鐵第一條路線通車，並於同年延長，從施特拉劳尔门站（已廢站，鄰近華沙大街站）至恩斯特·羅伊特廣場站（U2）（英语：Ernst-Reuter-Platz (Berlin U-Bahn)）[a]，即今日U1與U3共線路段與部分U2，並有一條支線通往波茨坦廣場站（U2），當時列車有三種營運方式，K1、K2與K3，即主線與波茨坦廣場到兩端點。
- 1906年，路線向西延伸至理察·瓦格納廣場站（U7）（英语：Richard-Wagner-Platz (Berlin U-Bahn)）。
- 1908年3月，路線向西延伸至特奧多爾·豪斯廣場站（U2）（英语：Theodor-Heuss-Platz (Berlin U-Bahn)），延伸段獨立運營，主線為往理察·瓦格納廣場站的路線。同年10月又從波茨坦廣場站延伸至斯比特爾市場站（U2）（英语：Spittelmarkt (Berlin U-Bahn)）。
- 1910年，舍訥貝格區自行興建的路線通車，即今日的U4線。
- 1913年，柏林地鐵大幅擴張，路線向西延伸至奧林匹克體育場站（U2）（英语：Olympia-Stadion (Berlin U-Bahn)）；波茲坦廣場支線延伸至美麗堡大街站 (U2)，當時的名稱是北環站；從維滕貝格廣場站（U1、U2、U3）分支至烏蘭德大街站（U1）與自由大學站（U3）（英语：Freie Universität (Thielplatz) (Berlin U-Bahn)）。

1914年第一次世界大戰爆發，柏林地鐵建設停止，一戰之前的地鐵興建為柏林地鐵第一階段的建設，受限於技術，此時期地鐵隧道挖掘斷面較小，使用車輛寬度也較窄，僅2300mm，被稱為「小斷面車輛」。

### 戰間期
一戰結束之後，柏林地鐵的建設重啟。一戰之前柏林地鐵主要興建東西向路線，連接柏林郊區的高級住宅區。一戰後柏林開始興建南北向地鐵，滿足工人住宅區的需求。同時透過調整行政區劃，將周圍市鎮併入柏林，組成大柏林，使柏林地鐵建設得以免去與周圍行政區的談判。此時期地鐵隧道挖掘斷面較大，使用車輛寬度也較寬，為2650毫米，被稱為「大斷面車輛」。
- 1923年1月，南北鐵路，即今日U6線通車，最初通車路段為哈雷門站（U1、U3、U6）至自然歷史博物館站（U6）（英语：Naturkundemuseum (Berlin U-Bahn)）；3月向北延伸至海洋大街站 (U6)。
- 1924年，南北鐵路向南延伸至赫爾曼廣場站 (U7)。
- 1926年2月，南北鐵路南段另開一支線，通往空運廣場站 (U6)。4月，南北鐵路主線段南延至卡爾·馬克思大街站（U7）（英语：Karl-Marx-Straße (Berlin U-Bahn)）， 當時名稱為「伯格大街」。10月，主線的選帝侯大街站 (U1、U3)開通。

1920年代，經營柏林地鐵的高架鐵路公司與柏林市政府，針對地鐵運營發生爭執，高架鐵路公司希望增加地鐵利潤，柏林市政府希望以公共服務為主要目標。1926年7月柏林市政府收購大量高架鐵路公司的股份，並於1928年成立柏林公共交通公司（BVG），經營柏林的地鐵、有軌電車與公交車。
- 1927年7月，GN線（格孫特布倫嫩-新克爾恩線），即今日U8線通車，最初通車路段為舍恩來因大街站 (U8)至博丁大街站 (U8)。9月南北鐵路支線段南延至巡遊大街站 (U6)， 當時名稱為「機場站」，服務柏林-滕珀尔霍夫机场，為世界上第一條機場聯絡軌道系統。
- 1928年2月，GN線北延至海恩里希·海涅大街站 (U8)。
- 1929年8月，GN線南延至萊訥大街站 (U8)；12月，南北鐵路支線段南延至滕珀爾霍夫站；主線向西延伸，包括主要路線延伸至魯勒本站 (U2)，支線從自由大学站延伸至克鲁姆湖站 (U3)。
- 1930年4月，GN線北延至柏林健康泉車站 (U8)；6月，主線的波茲坦廣場支線向北延伸至維內塔大街站 (U2)，當時稱為「潘科站」；12月南北鐵路主線段南延至格倫扎里站 (U7)；12月21日，法蘭克福大街下的地鐵線，即今日的U5線開通，最初通車路段為亞歷山大廣場站 (U2、U5、U8) 至腓特烈斯費爾德站 (U5)。

直到1920年代，柏林地鐵並沒有線路編號，路線僅以規劃名稱命名，造成識別問題，於是柏林地鐵在1920年代末給予各線路拉丁字母編號與路線顏色，並以羅馬數字標示支線，這些編號與路線顏色分別是：
- A線 (紅色)，分為AI、AII、AIII。AI為主線，從潘科站到魯勒本站，基本上與今日U2線相同；AII為克鲁姆湖站支線，即今日U3線獨立路段；AIII為理察·瓦格納廣場站支線，今日為U7線一部分。
- B線 (綠色)，分為BI、BII。BI相當於今日U1線；BII相當於今日U4線。
- C線 (紫色)，分為CI、CII，原南北鐵路。CI相當於今日U6線北段與U7線東段；CII相當於今日U6線南段。
- D線 (藍色)，原GN線，相當於今日U8線。
- E線 (棕色)，法蘭克福大街地鐵線，相當於今日U5線。

### 納粹統治
1929年發生大萧条，納粹藉此於1932年贏得大選，並於1933年掌權。此時期地鐵建設停止，因為納粹政府將資金投入興建柏林城市快鐵南北铁路隧道，與1936年夏季奥林匹克运动会主場館柏林奧林匹克體育場。另外許多地鐵站被換上具有納粹色彩的站名。
二戰期間，隨著德軍失利，柏林從1940年開始受到盟軍空襲，柏林地鐵許多路線逐漸因受損無法營運。1945年4月25日，BVG在魯勒本的最後一個發電站遭到砲擊，柏林地鐵因此全線癱瘓。5月2日柏林戰役結束之前，党卫队破壞柏林地鐵路線。5月7日德國投降。

### 冷戰期間

冷戰期間西柏林地鐵U6、U8線通過東柏林的情形

盟軍佔領柏林後迅速開啟重建柏林地鐵的工程，並去除納粹化的站名。1947年6月B線的默肯橋站(U1、U3、U7) 恢復通車，宣告柏林地鐵全線恢復營運。同時柏林也迎來第三波地鐵建設。
- 1956年，C線向北延伸至庫爾特·舒馬赫廣場站 (U6)，為戰後柏林地鐵首個延伸通車的路段。
- 1958年，C線又向北延伸至舊泰格爾站 (U6)，當時名稱為「泰格爾站」。

1961年8月12日，東德政府建設柏林圍牆，柏林地鐵也被分割，東柏林獲得A線東段，與E線全線，其餘路線交與西柏林，但其中C、D兩線部分路段通過東柏林，這些路段中，除了柏林腓特烈大街站 (U6)作為關口之外，其餘站點都被東德封閉成為幽灵车站，西柏林每年為使列車運營於兩條南北路線支付東德2000萬馬克。為了繞過東柏林地區，新的南北向地鐵線也於1950年代開始新建，並於1961年8月完工，編號為G線 (橙色)，即今日U9線。
- 1961年8月，G線開通，首通段為利奧波德廣場站 (U6、U9)至斯皮舍朗大街站 (U3、U9)，連接CI、AI、BI、AII線。
- 1963年，CI線向南延伸至布里茨南站 (U7)。

1966年西柏林地鐵改用數字做為路線編號，新的編號分別是：
- 1號線 (草綠色)，原AI線西段與BI線大部分，即今日U1與U3共線段與U2線西段。
- 2號線 (紅色)，原AI線市區段與AII線，即今日U2線市區段與U3線獨立段。
- 3號線 (深綠色)，原BI線最西端，即今日U1線獨立段。
- 4號線 (黃色)，原BII線，即今日U4線。
- 5號線 (棕色)，原AIII線，今日為U7線一部分。
- 6號線 (淡紫色)，原C線北段與CII線，並向南延伸至舊馬林多夫站 (U6)，即今日U6線。
- 7號線 (淡藍色)，原CI線，並向西延伸至默肯橋站，即今日U7線。
- 8號線 (深藍色)，原D線，即今日U8線。
- 9號線 (橙色)，原G線，即今日U9線。

東柏林境內的A、E兩線則維持拉丁字母編號。隨後西柏林地鐵繼續延長其地鐵網絡，從本段開始新出現車站，所屬路線如果至今沒有更動，則不標註所屬路線。
- 1970年，7號線向東南延伸至茨維考路堤站。最短的5號線理察·瓦格納廣場站關閉，並預計由7號線延伸取代。5號線編號則預計編予東柏林的E線。[註 2]
- 1971年，7號線向西延伸至費爾貝林廣場站 (U3、U7)；9號線向南延伸至瓦爾特·施賴伯廣場站。
- 1972年，7號線向東南延伸至魯鐸站。
- 1973年，東柏林的E線向東延伸至動物公園站 (U5)。
- 1974年，9號線向南延伸至施泰格利茨市政廳站。
- 1976年，9號線向北延伸至奧斯陸大街站 (U8、U9)。1977年，U8也向北延伸至該站。
- 1978年，7號線向西延伸至理察·瓦格納廣場站，完成取代5號線的計畫，並將站名改為今日名稱。
- 1980年，7號線向西延伸至羅爾路堤站。
- 1984年，7號線向西延伸至斯潘道市政廳站。

1984年，由於西柏林人長期抵制西柏林城鐵，BVG與東德的德意志國營鐵路交涉簽署合約，取得西柏林城鐵（今城鐵）經營權。為此BVG仿效當時西德其他城市的運輸系統，將「S」、「U」分別作為城鐵與地鐵代號，各線再以數字編號。
- 1987年，U8線向北延伸至帕拉塞爾蘇斯澡堂站。
- 1988年，柏林的E線向東延伸至埃爾斯特韋達廣場站 (U5)。隔年延伸至赫諾站 (U5)。

### 兩德統一後
1990年兩德完成統一，東柏林將A線與E線轉交BVG管理營運，A線改為U2線但當時尚未與U2線西段連接。E線則一如計畫改為U5線，帶有共產主義色彩的東柏林地鐵站名也被更改。
1993年，波茨坦广场站重啟，U2線東西段貫通運營，宣告柏林地鐵終於統一。同時柏林地鐵調整路線：U1與U2西段互換，U1線開往克鲁姆湖站、U2線開往魯勒本站；新增線營運模式，等同原本U1的營運模式；U3線被U15線取代，尖峰時段營運至U1線科特布斯門站，離峰時只在原U3線運營。另外BVG也於1994年將西柏林城鐵的營運移交給新成立的德国铁路。
- 1994年，U8線向北延伸至維特瑙車站站。
- 1995年，華沙大街站重新開放，至此所有被東德關閉的車站恢復營運。
- 1996年，U8線向南伸至赫爾曼大街站。
- 2000年，U2線向北延伸至潘科站，原本的潘科站改名「維內塔大街站」。[4]
- 2003年，U12線停止營運。
- 2004年，U15線停止營運。U1線維滕貝格廣場站至克鲁姆湖站改編為U3線；原U15線路段改為U1線運營。

U5線西延伸段，從2001年開始動工，其中長1.8公里的柏林火車總站-布蘭登堡門站段，於2009年先行通車，並被暫時命名為線並脫網運營。

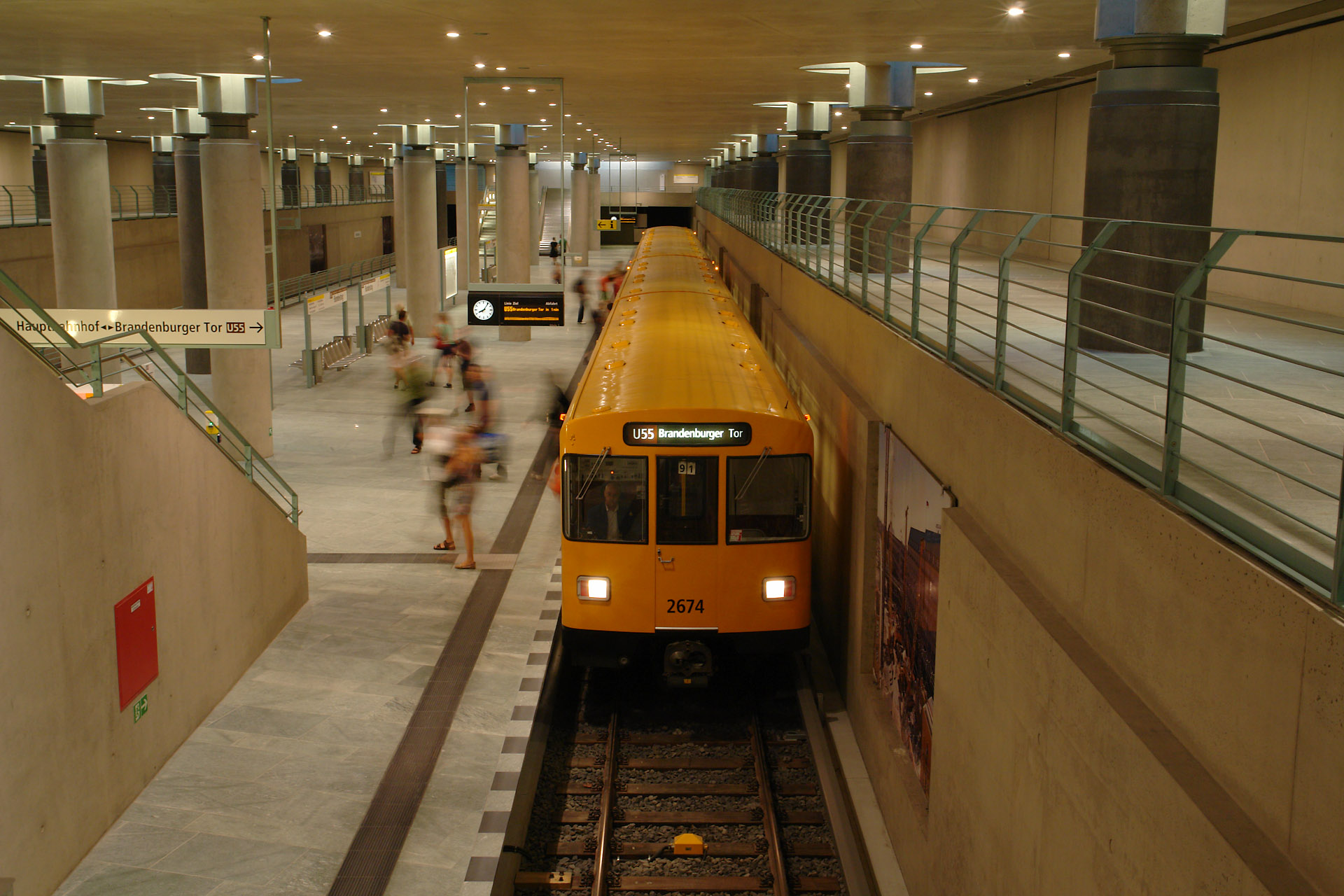
2009年時U5線的德國聯邦議院站

2018年，U3線向東延伸，從維滕貝格廣場站至華沙大街站與U1線共線，方便柏林自由大学的學生前往市區。
2020年，U5線西延伸段，布蘭登堡門站至亞歷山大廣場站的路段於12月4日通車，U55線解編，併入路網運行。另外U5線西延段還有一個車站毗鄰博物館島，但由於站點橫越施普雷河的河底，繁複的工序使得車站未能與路線同步竣工。列車曾經有半年的時間採取過站不停的方式通過博物館島站，直至2021年7月9日車站投入服務為止。

## 路線

### 營運路線

柏林地铁營運路線圖。

| 線路名稱 | 起讫站点           | 起讫站点       | 首段启用 | 車站數目 | 營運長度 （公里） |
| -------- | ------------------ | -------------- | -------- | -------- | ----------------- |
|          | 乌兰德大街         | 华沙大街       | 1902     | 13       | 8.814             |
|          | 潘科               | 乌勒本         | 1902     | 29       | 20.716            |
|          | 克鲁姆湖站         | 華沙大街       | 1913     | 24       | 18.948            |
|          | 諾倫多夫廣場       | 因斯布鲁克广场 | 1910     | 5        | 2.864             |
|          | 柏林中央車站       | 赫諾站         | 1930     | 26       | 22.081            |
|          | 旧泰格尔           | 旧马林多夫     | 1923     | 29       | 19.888            |
|          | 斯潘道市政厅       | 鲁铎           | 1924     | 40       | 31.760            |
|          | 維特瑙車站         | 赫爾曼大街站   | 1927     | 24       | 18.042            |
|          | 施泰格利茨市政廳站 | 奧斯陸大街站   | 1961     | 18       | 12.523            |

### 路線擴張
柏林地鐵的路網擴張目前遭遇幾個阻礙，包括：柏林市的預算限制、城鐵與地鐵競爭、地鐵建設的熱情減退。目前的地鐵主要建設規劃為現有地鐵與其他交通工具的接駁優化，至於路線延伸、擴張，都只限於計劃、構想階段，相關計劃包括：
- 線的東西兩端延伸，東端原本計畫連接柏林城鐵的柏林東十字車站[12]，該站是柏林城鐵最繁忙的車站，但2019年的新計畫改為连接U5線的法蘭克福大道站（英语：Bahnhof Berlin Frankfurter Allee）。西端則計畫將線併入U1線，並向西南延伸一站至墨西哥廣場站[13]；維滕貝格廣場站到烏蘭德大街站則併入新的U3線。
- 線的西北兩端延伸，北端計畫延伸一站至潘科教堂站，西端則計畫向西北延伸與U7線的斯潘道市政廳站交會，該站交會空間已預留，並一直延伸到柏林西北郊區。
- 計畫中的U3線是新建路線，路線起自柏林東部郊區的法尔肯贝格地區，與U2、U5、U8線和城鐵交會於亞歷山大廣場站， 隨後於市中心另闢新線，並連接至U1線維滕貝格廣場站，將U1線維滕貝格廣場站至烏蘭德大街站併入，並拓寬為大斷面路線，最後終點位於U7線的阿登納廣場站，但由於新U3線短期內沒有建設規劃，因此連接U7的建設，目前以U1線西延的名義進行。[14]
- 線計畫往北延伸一站，設站於馬格德堡廣場附近，連接計畫中的新U3線。
- 線計畫往西延伸，與U9、U7線交會，並轉向往北延伸至柏林-泰格尔机场，該機場已於2021年5月關閉[15]，機場用地目前計畫作為高科技園區。
- 線有計畫建設支線，延伸至柏林-泰格尔机场，但並未被列入2019年的計畫。
- 線原先計畫向東南延伸至柏林布蘭登堡機場，但BVG評估運量不敷成本，而且該機場已有城鐵服務，因此計畫縮減至舍讷费尔德市區。[16]在另一端，U7線也有向西北延伸的至赫爾大街的計畫。
- 線有計畫向北延伸至[14]。
- 線有計畫向南延伸至蘭奎茲。

## 車輛
柏林地鐵的列車可以分為「小斷面車輛」與「大斷面車輛」兩大類。

### 小斷面車輛

#### A型

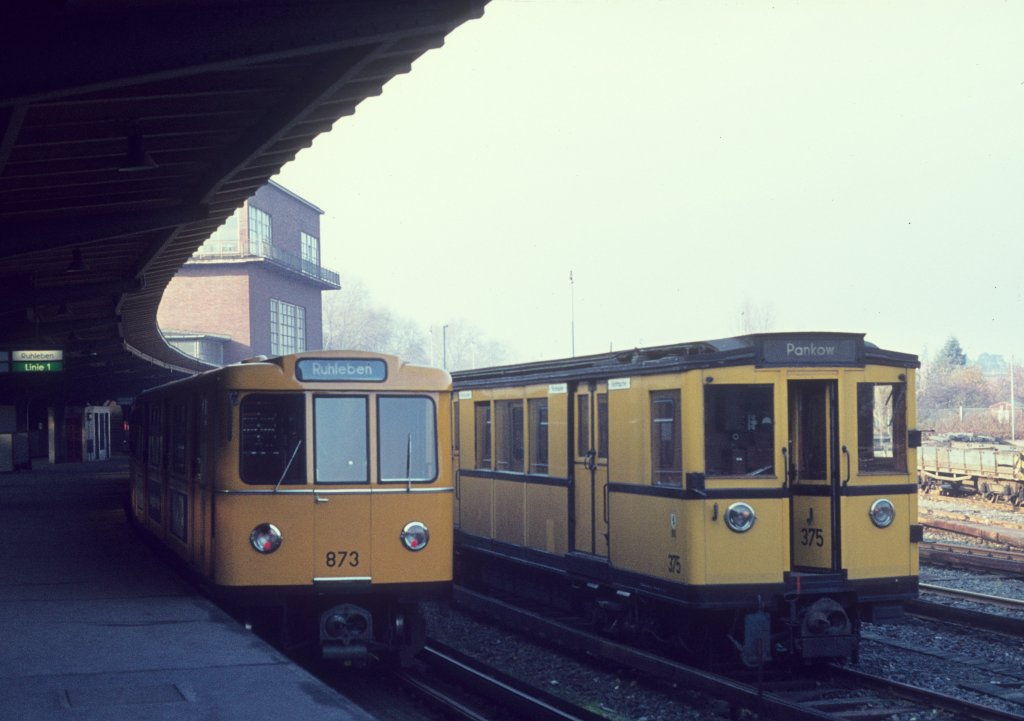
1973年的BVG AII型列車。(右)

一戰之前的地鐵興建為柏林地鐵第一階段的建設，受限於技術，此時期地鐵隧道挖掘斷面較小，使用車輛寬度也較窄，寬度2.3米，與有軌電車寬度相同，被稱為「小斷面車輛」，主要用於今日U1~U4線。

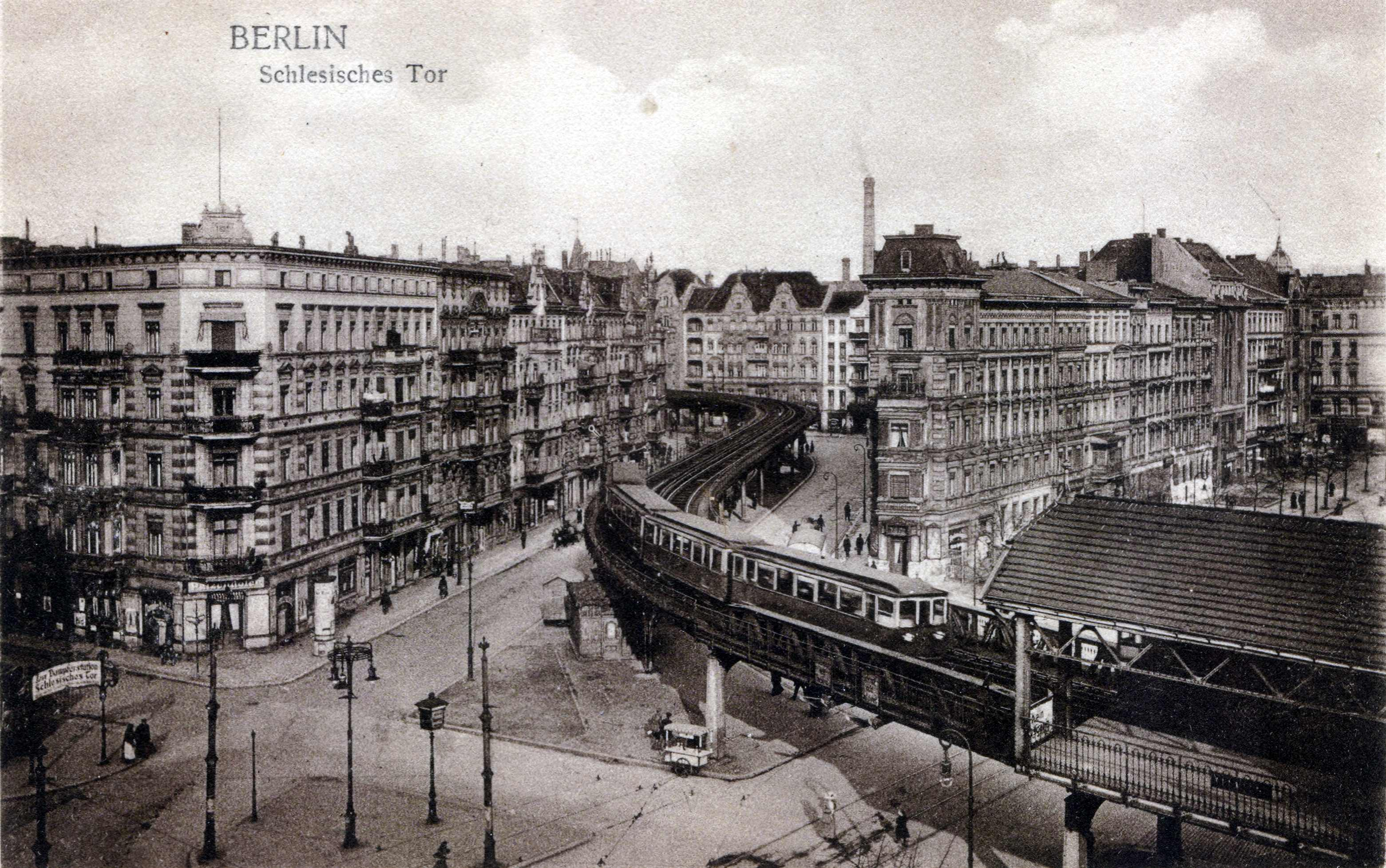
1902年左右的柏林地鐵AI列車，採用4節編組，位於西里西亚门站。

最早的柏林地鐵列車稱為AI型車，由西门子為首的集團，在科隆製造，1902 年地鐵開通時，有 42 節動力車和 21 節拖車，至1903年初擴充至 66 節動力車和 38 節拖車，採用4節編組，列車的最高時速為 50 公里/小時。1906 年至 1913 年間，又交付了一批AI列車；使列車得以擴充至8 節編組，以應付交通量的增加。1926年獨立運營的舍訥貝格地鐵線 (U4線)的列車被併入柏林地鐵，由於從一開始就計劃連接到網絡的其他部分，因此舍訥貝格列車的規格與主網絡相同。另外最初地鐵車廂有分等，直到1927年柏林地鐵放棄車廂分等的制度。AI型列車在1968年退出西柏林的地鐵網絡，但在東柏林因為沒有新的列車技術，AI型一直在A線使用到1989年，服務超過80年。
1928 年到 1929 年，柏林引入新的AII型列車，AII型列車在1973年退出西柏林的地鐵網絡，但在東柏林因為沒有新的列車技術，AII型一直在A線使用到1989年。

#### A3型

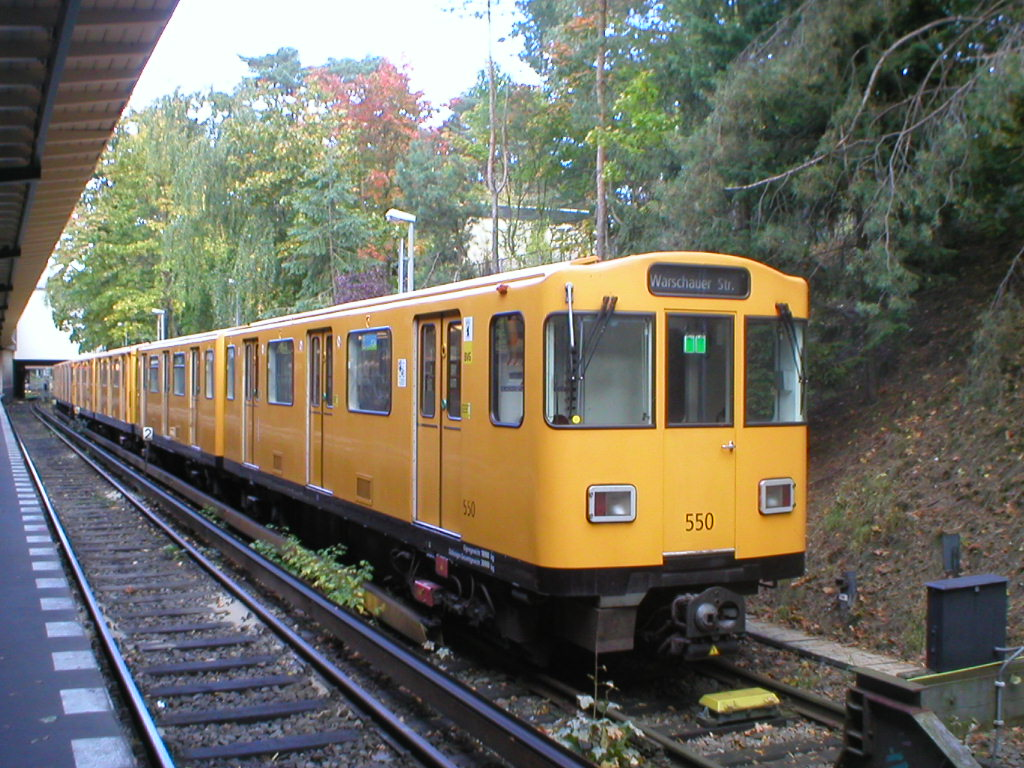
A3L92型列車

經過二戰的破壞，引入新一批車輛成為必要，柏林因此設計了新的A3型列車，由西门子為首的集團製造，以大斷面列車D型為藍圖製造。於1960/61 年、1964 年和1966 年共生產三批此類列車。由於這些列車是用鋼材製造的，車身較重，因此列車耗費大量電力。由於柏林市和 BVG 財政緊張，禁止大規模採購新列車，於是BVG從 2003 年到 2006 年開始對 A3-64 和 A3-66 (指1964與1966年交付) 進行翻新，稱為A3E，可以與A3L92型混編，目前尚有86列列車。

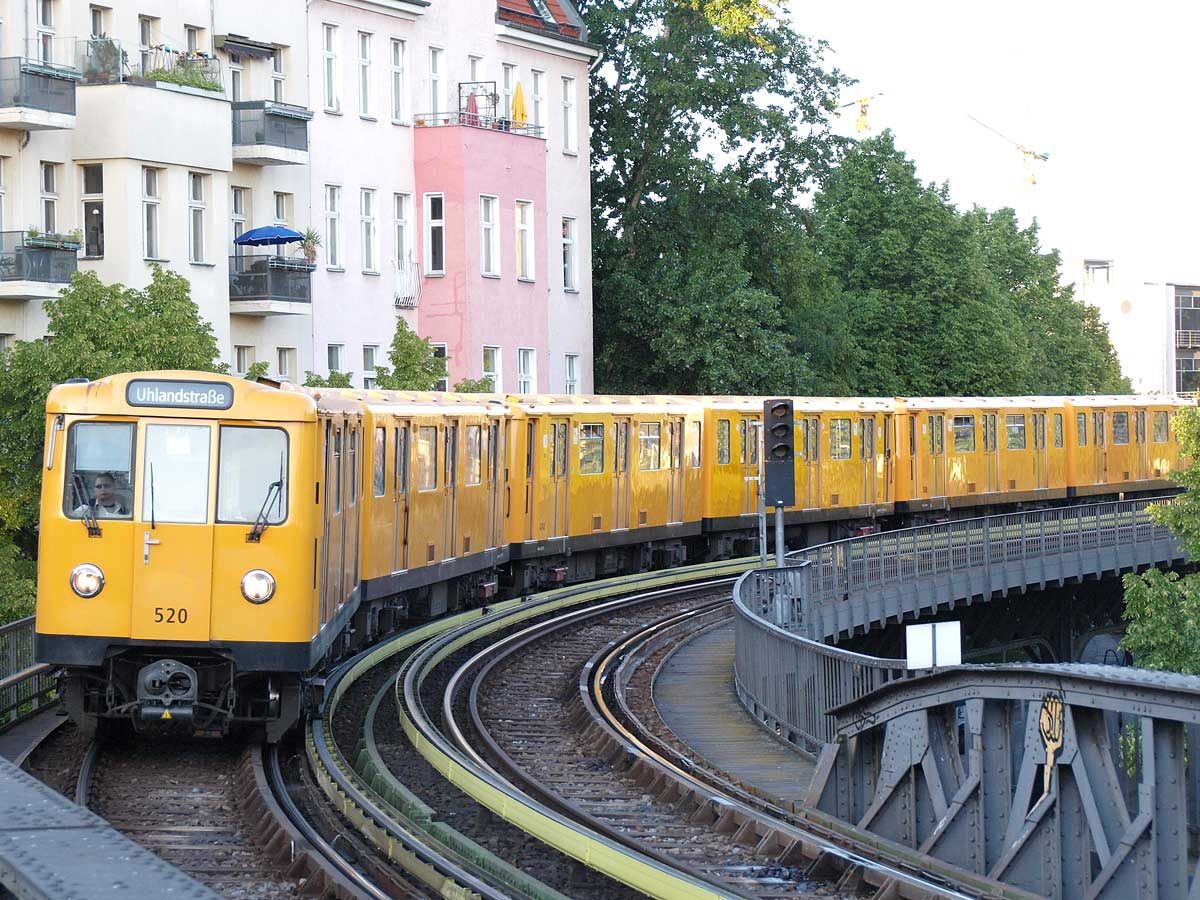
A3E型列車(原A3-66)。

基於A3的缺陷，BVG在 A3 的基礎上，開發了由鋁製成的A3L型，A3L依交付年分分為數種批號。第一批A3L66於1966年交付，取代U1與U2線的AI型車。A3L67於1967年交付，取代U3與U4線的AI型車。A3L71於1971年交付，取代AII型車。A3L82於1982年交付，相較於之前批次略有修改，但交付數量不多，僅有16列，因為1982年時對小斷面車輛的需求不多。1992年隨著兩德統一，U2線延長，加上東柏林製造的GI/1型列車因技術缺陷退役，對新列車的需求增加，因此交付新的A3L92型。
2007年HK型列車交付後，BVG淘汰A3L66與67型，最後一列A3L71已在2022年3月6日退役。A3L82型於2018年退役，並作為零件儲備保存。A3L92則尚在服役中，目前有102列。今日A3型列車在U1 和 U2 線上運行八節編組列車，U3線 上運行六節編組列車，U4 線上運行兩節編組列車。

#### G型

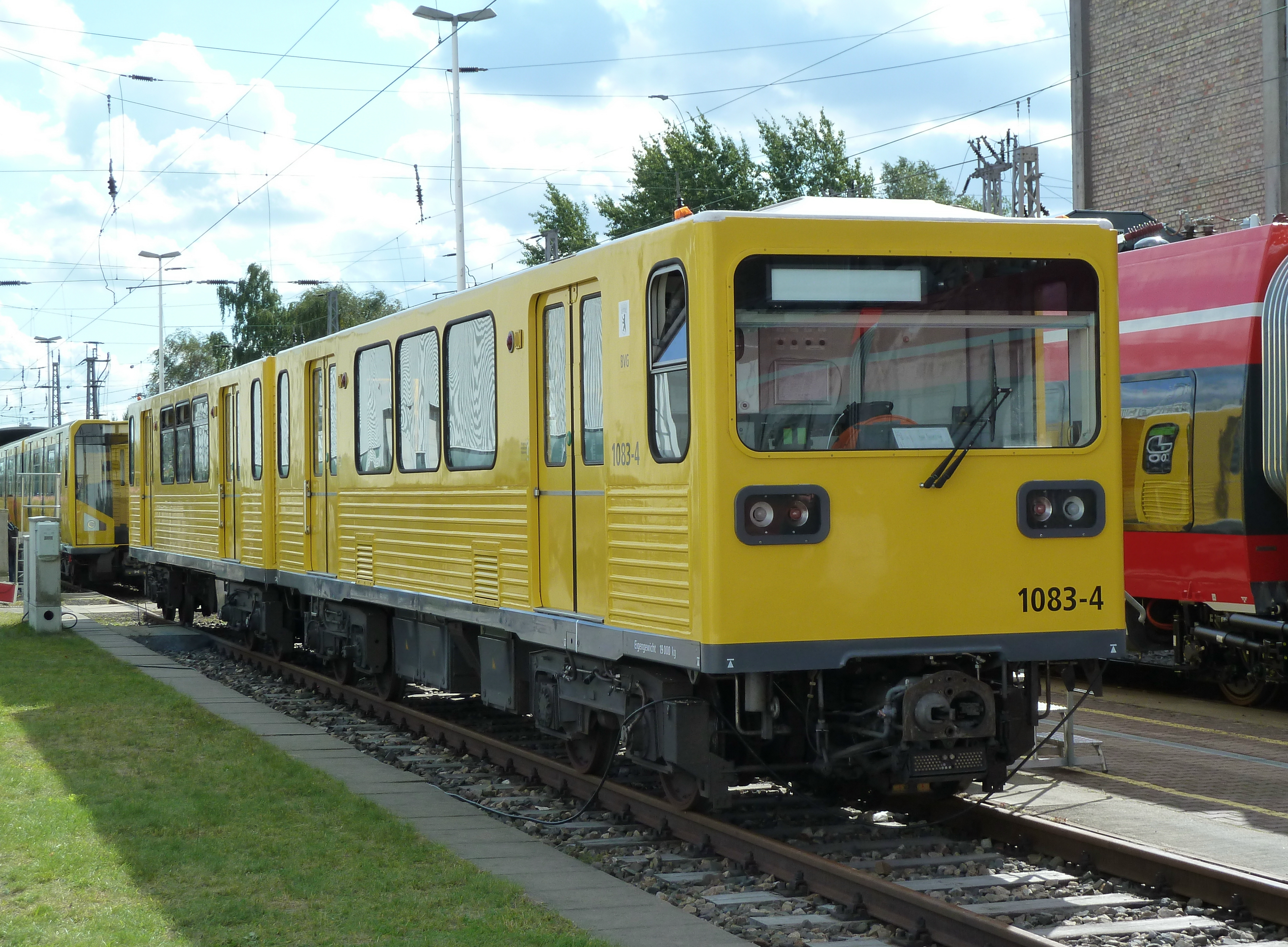
2010年2列編組的GI/1E型。

1970 年代初期，在東柏林戰前的 AI 和 AII 列車仍在運行，但其使用已經70餘年，新型車的製造勢在必行。新列車由東德國營公司漢斯·貝姆勒機車與機電工程製造，列車交付始於 1978 年，稱為GI型列車。原規定所有舊列車將在 1984 年更換，但是根據東德與雅典地铁的合約，東德不得不先出借部分列車給雅典，列車從 1985 年開始出口到雅典，並為東德帶來外匯收入。因此，雅典的合同被優先於東柏林的合同。於是到1984年，A線的舊列車無法按計劃更換。從1985年起，租借給雅典的列車逐漸返回柏林。它們被稱為 GII型。1987 年交付了一批新的 G列車，由於技術變化，新列車無法與舊的G型車相混編，新列車被稱為GI/1。G型車在 1989 年 11 月完全取代了最後一批 A 列車，當時共有119列G型車，對A線東段來說數量十分充裕。
兩德統一之後，隨著西柏林列車投入使用，以及A3L92型預計交付，G型車出現數量過剩的問題，同時G型車又被發現存在小瑕疵，因此所有GI與GII型，連同108列大斷面D型車，於1996到1999年一同賣給平壤地鐵。剩下的GI/1型，BVG於2005年至2007年，全都翻新為 GI/1E，以延長使用壽命。儘管BVG希望G型車盡早退役，但現實不允許如此，相反地BVG還必須升級列車以保持GI/1E的運行。GI/1E目前在U1~U3線上使用，目前有123列服役中。

#### HK型

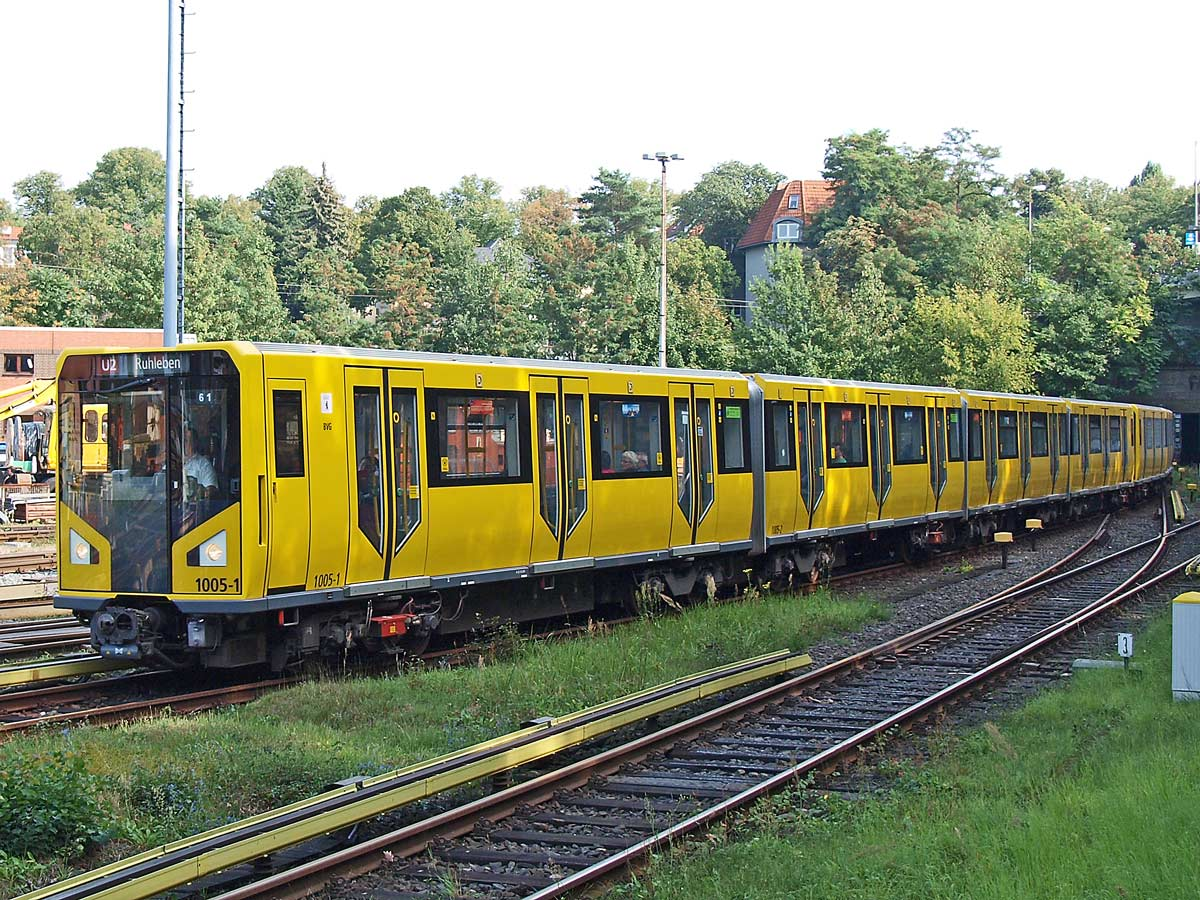
U2線上的HK型列車。

HK型列車是大斷面列車H型的小斷面版本，K是德語小斷面列車的字首字母。HK型龐巴迪運輸製造。第一次交付發生在 2001 年，相較於原訂的1997年延遲。但2006年交付的列車出現問題無法投入使用，隨後其餘列車的交付被停止，加上A3L退役，導致小斷面列車短缺。BVG與龐巴迪就賠償事宜進行談判後，新列車於 2007 年 7 月 23 日至年底之間移交給 BVG。HK型列車主要在U1、U2線上使用，使用8節編組，目前有24列服役中，與過去的列車不同HK型各節車廂之間是連通的。

#### IK型

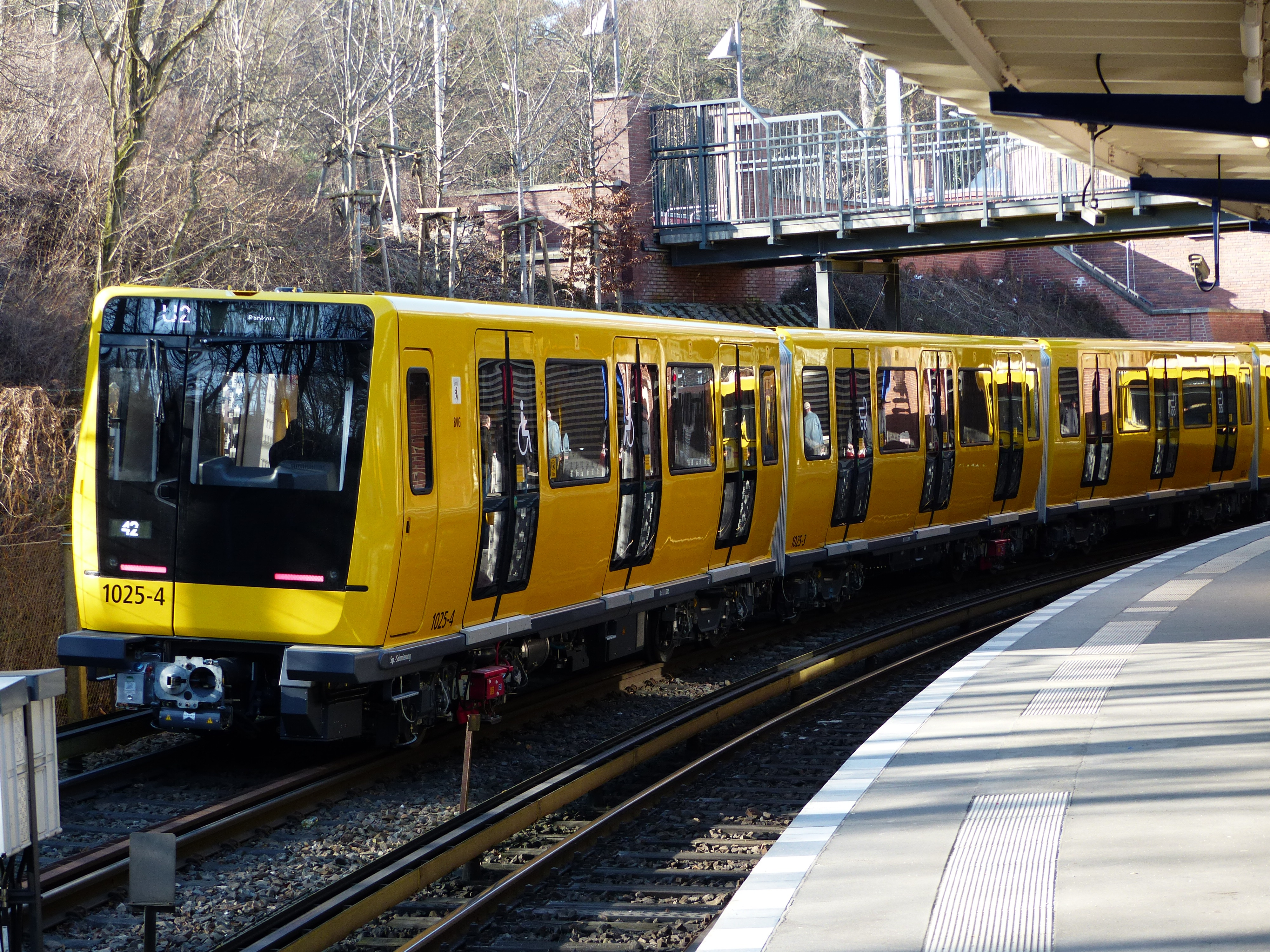
2015年測試中的 IK15型。

2012年BVG決定向瑞士施泰德鐵路訂製新的小斷面列車，以取代 A3L71 列車。最初，僅計劃交付 24 列四節編組列車，但由於車輛嚴重短缺，到 2017 年 10 月，訂單增至 58列。與 HK 型一樣，列車由四節連通編組組成。但之以前的車型相比，由於列車的寬度加寬約 10 厘米，達到2.4公尺。列車於 2015 年 2 月上旬開始交付，2015年9月起最初交付的兩列列車，IK15型，以8節編組的形式，在U1、U2線上運行。。2018年施泰德為其改裝後目前稱為 IK15U型。

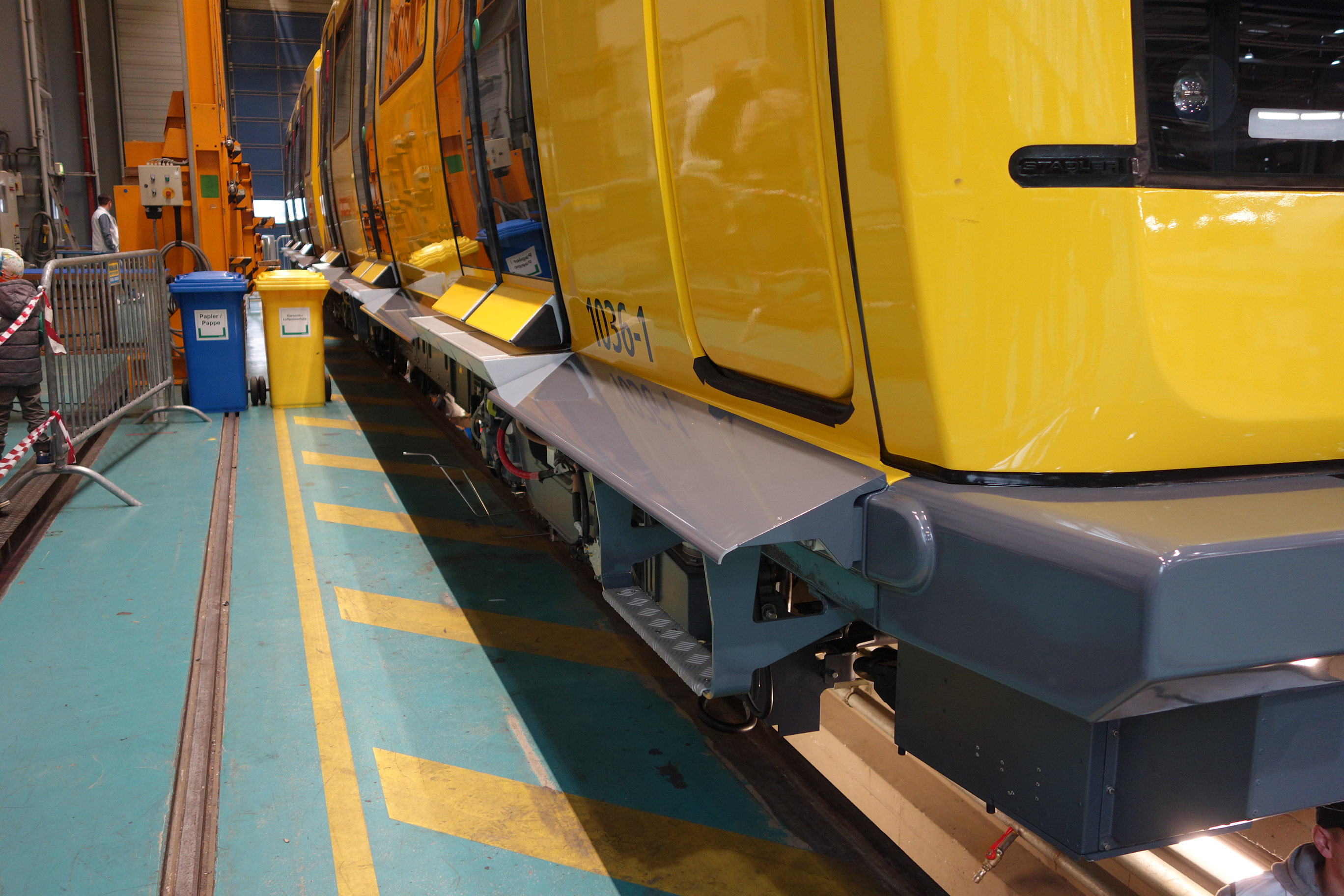
改造後用作行走U5線的IK型列車

2017 年，施泰德交付了 11 列四節編組的 IK17 列車，BVG將這批列車投入到U5線，以緩解U5線延長帶來的列車短缺問題，然而U5線屬於大斷面路線，因此IK型必須略為改造，以適應U5線的站台。2017 年 10 月 27 日，在 U5 線上首次使用 IK17 列車。儘管在大斷面路線使用小斷面列車從是不經濟的，但是由於大斷面列車F79行出現故障，加上U5線西延通車迫在眉睫，而且新車招標非常耗時。BVG不得不直接增購 IK 型列車，投入U5線運營，因此在2017年宣布，為U5線增購20列 IK 型列車。對此西門子提出抗議，2018年6月BVG與西門子達成協議，BVG減少 IK 的訂單為14列。
2018年4月3日起，施泰德向BVG交付27列 IK18系列四節編組列車。投入到U1~U4線運營，預計將取代A3L71型。 2020 年 5 月 25 日 BVG增購的 IK20 型開始交付，與 IK17 一樣，目前將用於 U5 線上，並於2020 年12月8日完成全部14列列車的交付。IK型列車主要在U1~U5線上使用，使用2~8節編組，目前有54列服役中。

### 大斷面車輛

#### B型

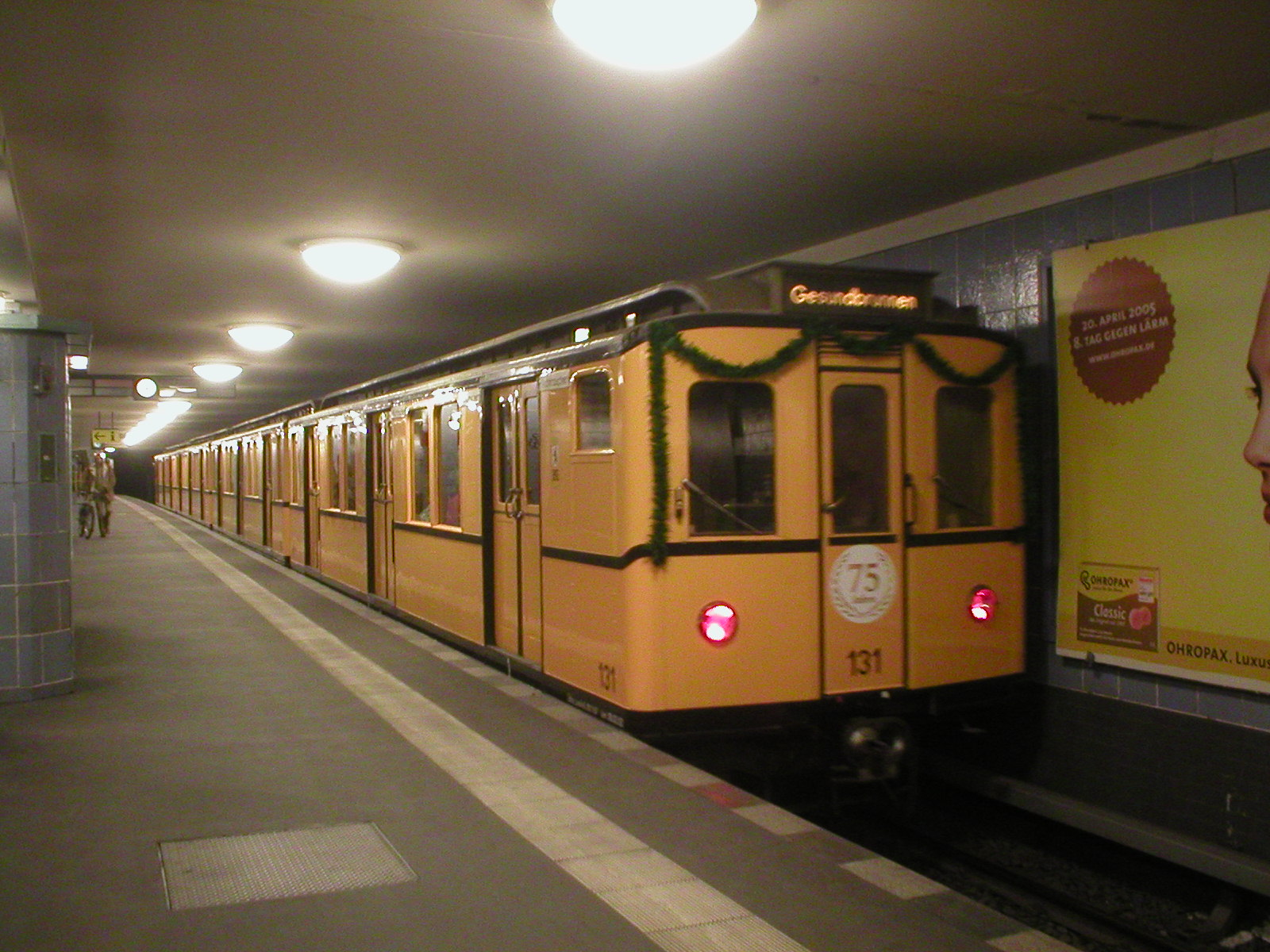
BII 型列車。

B系列列車是第一批在柏林地鐵上使用的大斷面車輛。1923年柏林南北鐵路完工，由於沒有可用的列車，因此必須暫時使用小斷面列車。柏林地鐵因此委託MAN為首，製造寬度達2.65公尺的新車，新車交付因為一戰後惡性通貨膨脹，延至1924年，1924年首批 16 輛動力車和 8 輛拖車交付，首批列車稱為 BI 型。1927年 BII型開始交付，相較於 BI型，BII 的發動機動力為400kW，較 BI 大100kW，外觀的不同之處則在於列車前窗 BII 為矩形，BI 則是橢圓形。另外因為發動機不同，因此兩型列車不能混編。
二戰之後1947 年，BVG 又建造一批B型車，取代在戰爭中毀損的列車，戰後B型車用於C、D兩線，尤其D線，直到1966年為止，BVG均禁止B型車以外的列車在D線營運，以避免其他新型列車在經過東柏林境內時，被東德劫持。所有B型車最終於1969年退役。

#### C型

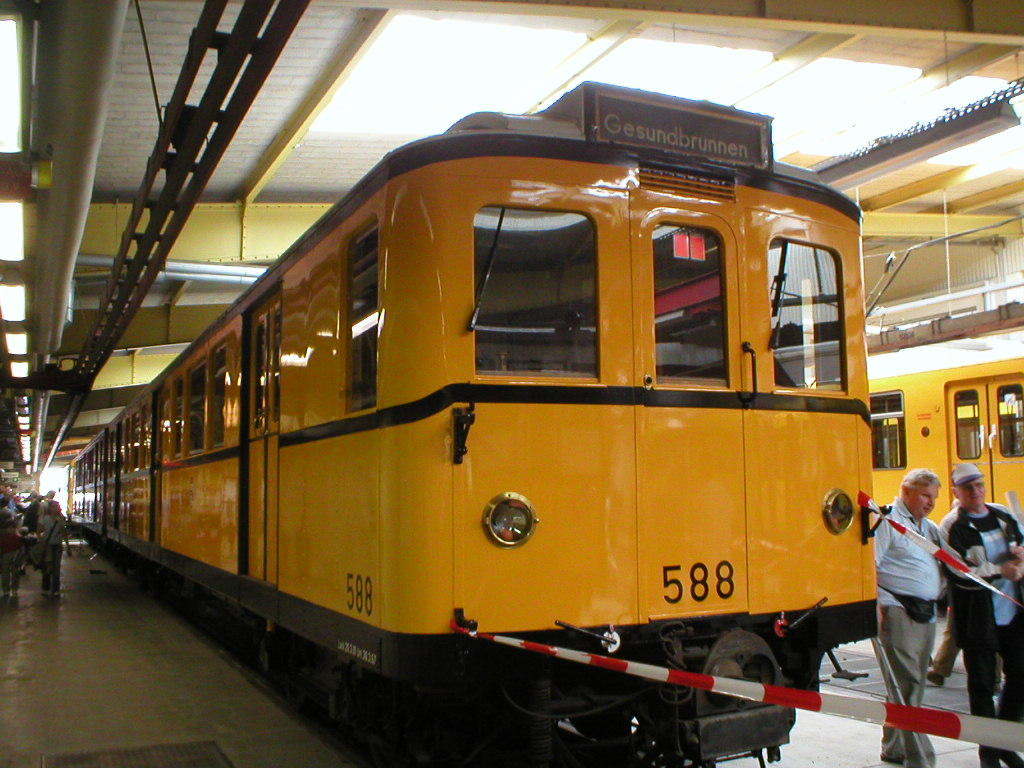
在博物館展示的C型車。

1926年，新的C型車開始交付，相較於B型列車長度13.5公尺，C型長度為18.4公尺，因此被稱為「長列車」。B型使用6節編組，長度78.9米，但當時柏林南北鐵路月台僅有80公尺長，因此駕駛員必須精確停靠車站。為此新的C型車被引入，由林克-霍夫曼-布施 (現為阿爾斯通的德國子公司) 製造，使用4節編組，長度73.6米。1926年投入的C型車又稱 CI 型，總共24節車廂，6列列車。CI 測試成功後，又製造 114 節新車廂，編號CII 型。1930年，隨著E線的建設，CII型數量不足。因此BVG為該線路購買了30節額外的車廂，即CIII 型。另外1930年到1931年，又製造一批CI 型列車，但與過去的列車不同，以鋁為材質製造，因此1944年時被改稱為CIV型，其空載重量比其他 C 型車少約 12%，不過CIV總共只有3節，在二戰之前柏林地鐵共有C型車168節。
二戰後苏联將120節C型車的車廂當作賠償，運回莫斯科，成為莫斯科地铁的B型車，莫斯科地鐵將其改造為1524mm轨距，主要使用於莫斯科地鐵4號線，直到1965年退出莫斯科地鐵的營運。留在西柏林的C型車大部分為CII 型，CI 24節全部被移往莫斯科，CII 114節在戰爭中毀損1節，69節被運往莫斯科，西柏林仍存有44節，CIII 30節在戰爭中毀損1節，27節被運往莫斯科，西柏林只剩2節，CIV在戰爭中毀損1節，剩餘2節則全部留在西柏林。
二戰結束前，所有C型車從E線撤出，分配到C、D線。由於這一事實，戰後東柏林沒有獲得任何C型車，所有C型車由BVG-西柏林使用，BVG為大多數車輛翻新，除了 CIV 之外，C型車被標準化為 CII 型，但禁止在D線營運，以免東德得以劫持、竊取C型車的技術。直到1966年B型車開始退役、新的D型車投入營運，才改變此狀況，西柏林在1970到1975年之間逐漸將C型車除役。

#### D型

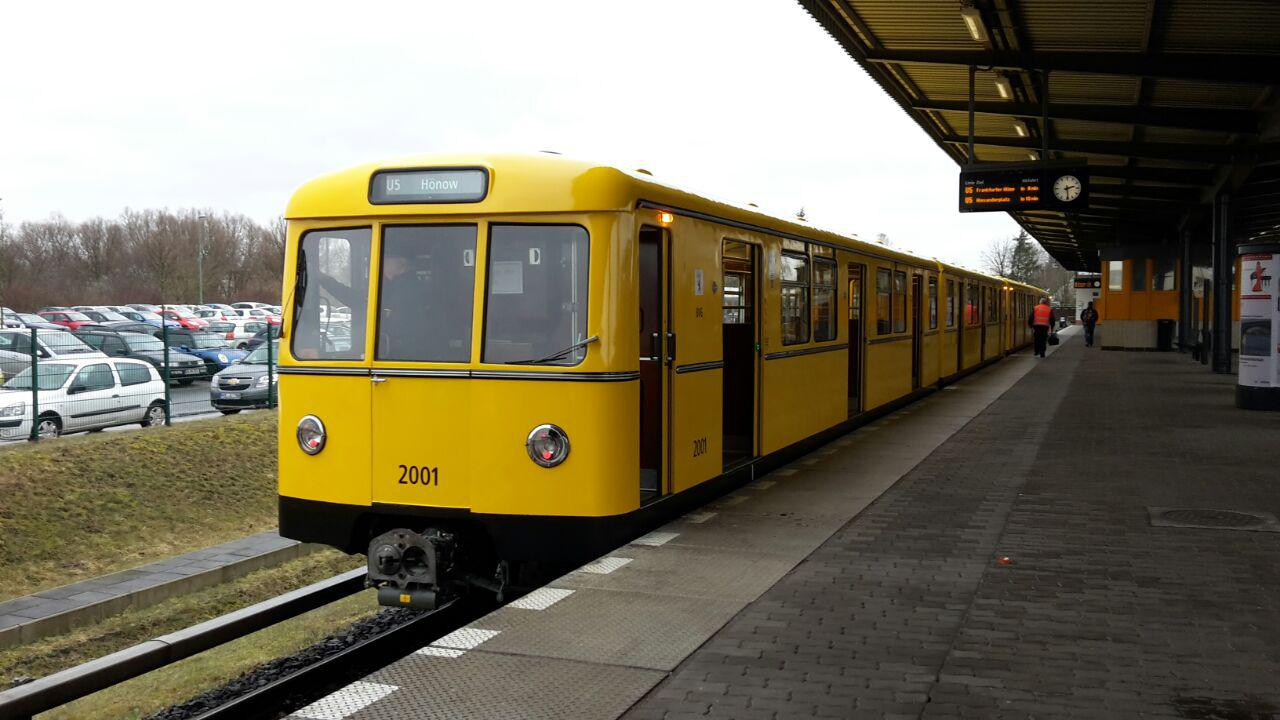
翻新後在U5線上測試的D型車。

1956 年到 1965 年，BVG採購了115列雙聯動車組，由西门子為首的集團製造，其車身仍由鋼製成，是戰後柏林引入的首款大斷面列車，以取代使用近30年的B、C形列車，以及應付G線的運營。1965 年起，新建造的101列列車，車體由較輕的鋁製成，車身重量減少 26%，稱為DL 型。1980 年代末由於東柏林延伸E線，需要新的列車，因此於1988和1989年向西柏林購買98列雙聯D型車，德國統一之後這些列車成為BVG列車的一部分。
1999年，BVG向平壤地鐵出售108列D型車，該銷售連同1996年交付的小斷面GI與GII型進行。在柏林地鐵剩餘的D型車在2005年之後停用，不過2009年U55線通車後，列車數量吃緊，BVG不得不在2016年決定，將D型車大修翻新，並在U55線運營，使原本在該線上使用的F79型列車，可以轉移到其他路線使用。經過在U5線上的測試後，2017年3月24日BVG以吊車，將4節D型車車廂吊入U55線，並開始在U55線上營運，直到U5線的西延工程於2020年完成。

#### E型

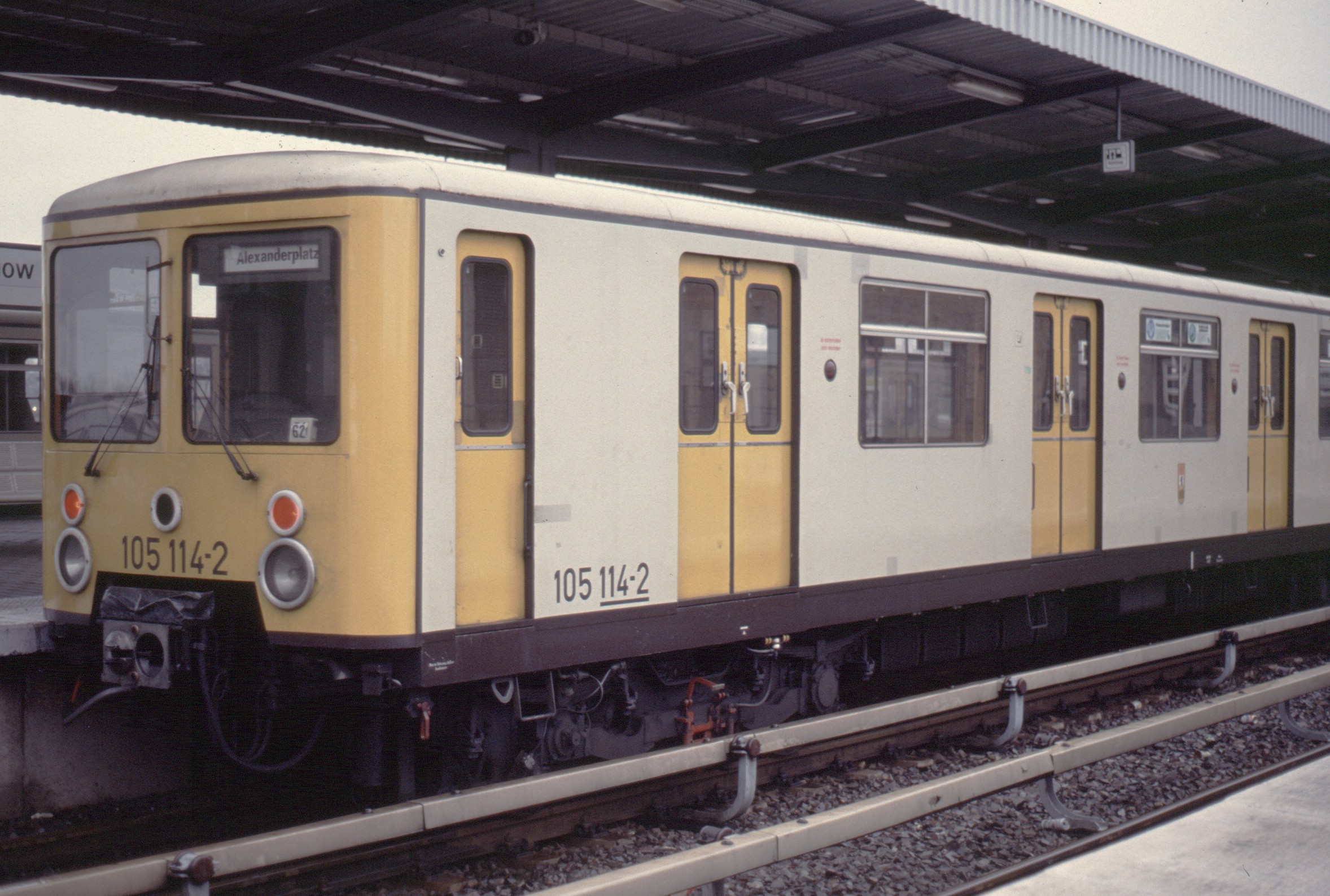
1992年東柏林塗裝的EIII型車。

戰後東柏林也面臨列車短缺的問題，尤其是東柏林沒有留下任何C型車，東柏林被迫使用小斷面的A型車，在大斷面的E線上營運。為此東柏林決定製造新的列車，2列原型車 EI 型由東德國營公司漢斯·貝姆勒機車與機電工程製造，列車試駕於 1957 年 10 月 8 日開始，1958年10月6日開始營運，但是 EI 型列車車身由鋼製造，車身過重浪費太多能量。由於列車各種缺陷朝還許多罵名，BVG-東柏林 決定建造改進型 EII。然而當東德決定於1961年建造柏林圍牆之後，西柏林民眾以抵制由東德的德國國營鐵路營運的城鐵，抗議柏林圍牆興建，抵制導致城鐵許多列車閒置，東柏林決定將這些改造為地鐵列車，於是 EII 型的製造停止，由城鐵列車改造的 EIII 型取代。
1963年EIII型開始投入運營，EIII型的製造持續到1990年，總共交付5批、86列。德國統一後，BVG決定以新型列車--F型取代 EIII型，1994年EIII型完成除役，不過編號1914/1915 與 1916/1917 組成的四節編組列車，目前仍會在有特殊活動時，在U5線上運行。

#### F型

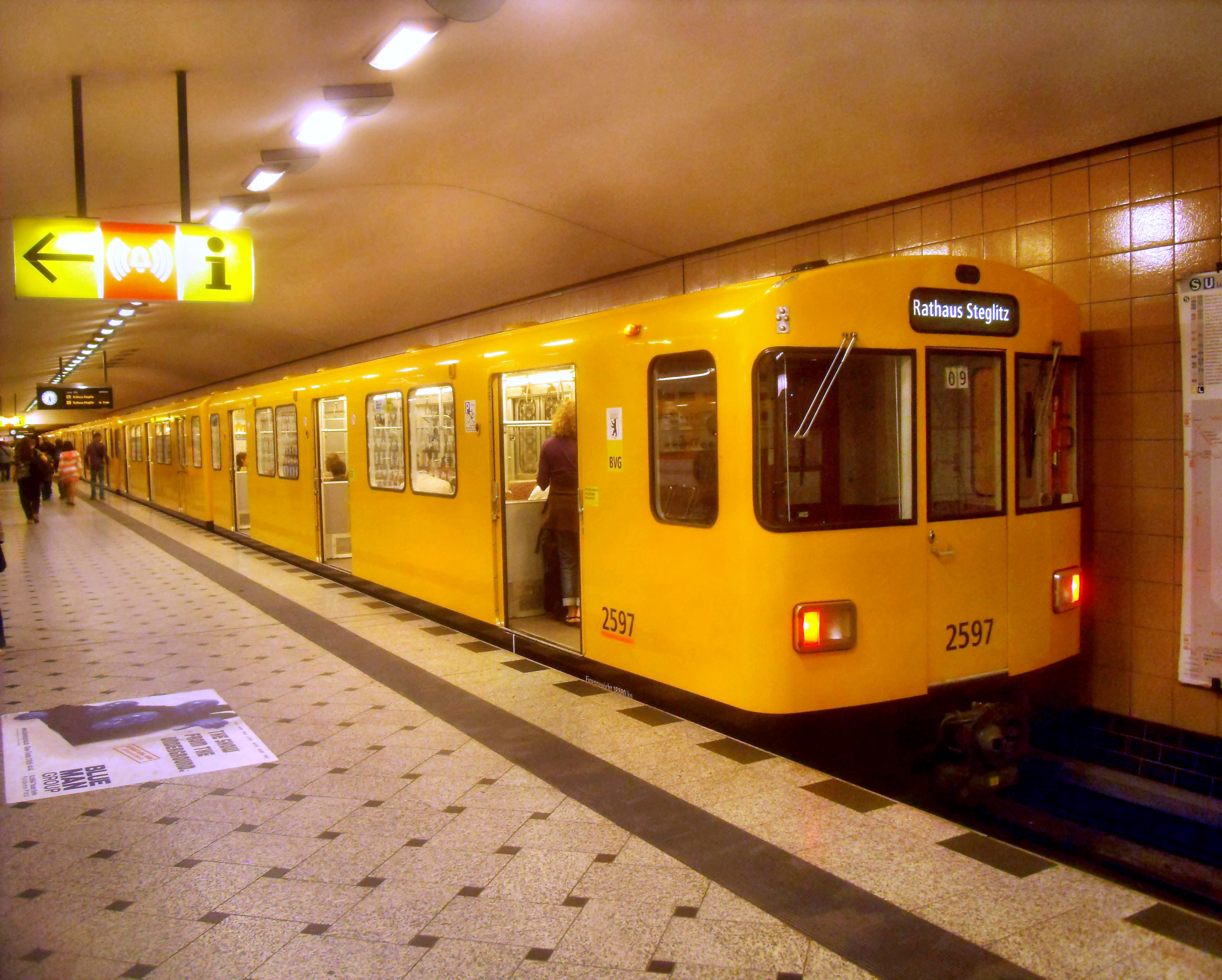
U9線上的F76型。

F型車為柏林戰後引入的第二款大斷面列車，用來取代C型車。1973年測試成功後，自1974年開始交付，由西门子為首的集團製造。1974 年至 1994 年間，共交付了 7 個系列257輛雙節編組列車，各系列外觀和電動機存在一定差異。外觀最大不同是F74、F76和部分F79的車門內縮，較新的F79、F84至F92則與車身齊平。使用上F74至F79主要行駛在U9線，偶爾使用於U5和U8線，但該兩線主要使用新的H型車；F84至F92則主要在U6和U7線運行。2009年開通並脫網運行的U55線，曾經使用F79型運營，但後來由D型車取代，並將F79移至其他路線使用。
2017年11月，F79系列的鋁製車身破損越來越多，原本計劃升級來抵消損害，但損害比想像的要大，因此技術監督部門決定 BVG 必須從 2019 年開始退役所有 F79，不過其他F型車未受影響，到 2021 年 5 月末，只有 2710/11作為最後的 F79 仍在運行。目前BVG還有220輛雙節編組的F型列車服役中。

#### H型

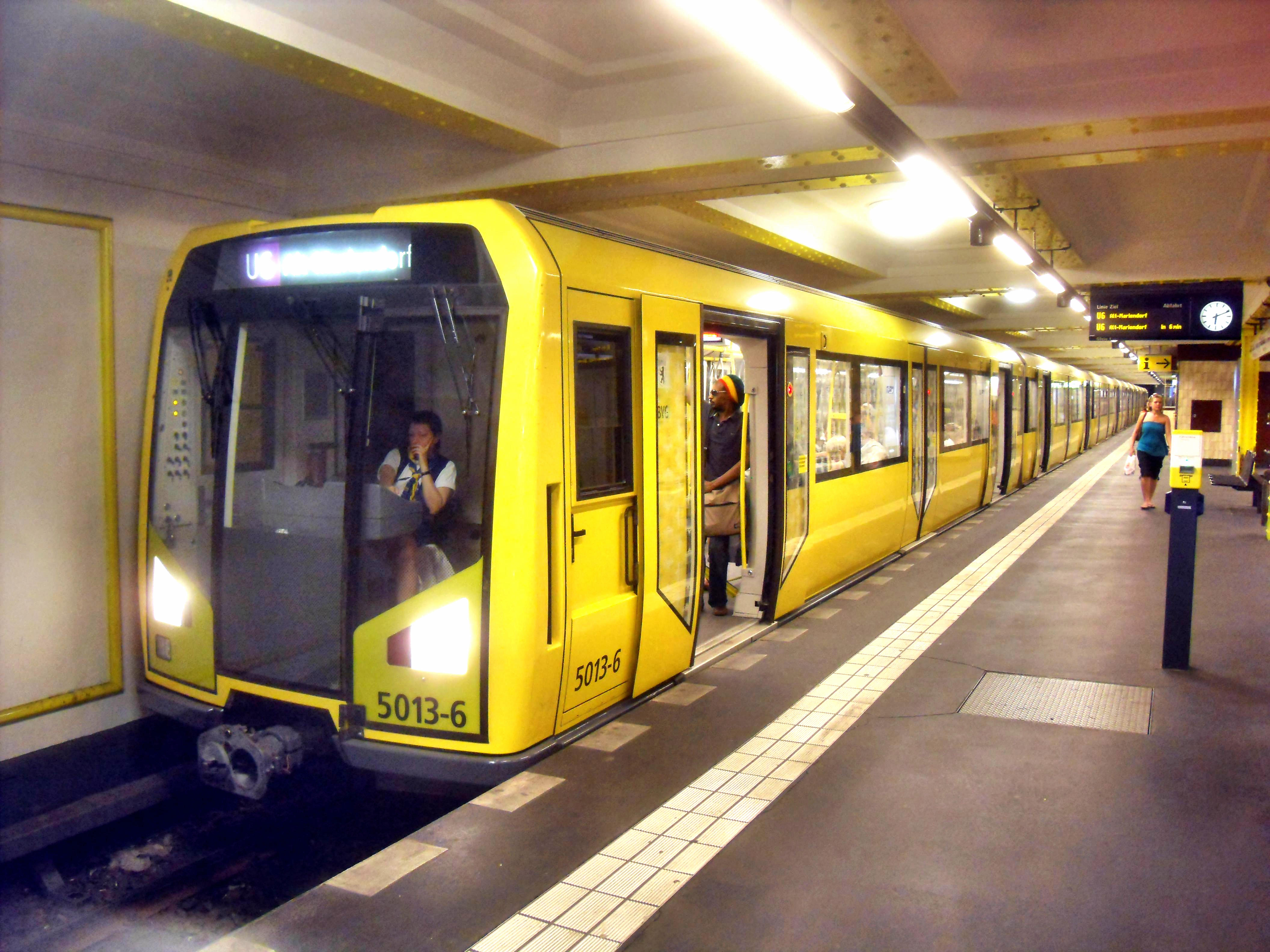
H97型列車

H型車為BVG目前最新的大斷面列車，兩德統一後，BVG預期客流有極大增長，因此訂製新的列車，由龐巴迪運輸為首的集團製造。最初，BVG 計劃使用由三個雙節編組組成的六節列車，未來可能會轉換為無人駕駛操作。然而最終BVG放棄了這個計劃，而是決定訂購不可分割的六節編組列車。1992 年，BVG訂購了 115 列新的 H 型列車。但統一後原本的人口預測沒有實現，預算緊張的情況下，最後BVG只先採購了 26 列列車，之後增購20列。
1995年編號為5001和5002的H95系列原型車交付，並在U5線進行測試，選擇U5線是因為其仍在使用D和EIII型的列車。1997年交付24列H97型，編號5003至5026，2000年，BVG另外訂購了20列列車，這些列車屬於H01系列，編號為5027至5046。2007年同樣由龐巴迪製造的HK型出現問題，導致H型也被迫暫停營運數週。與過去的列車不同H型的各節車廂之間是連通的。

### 新列車

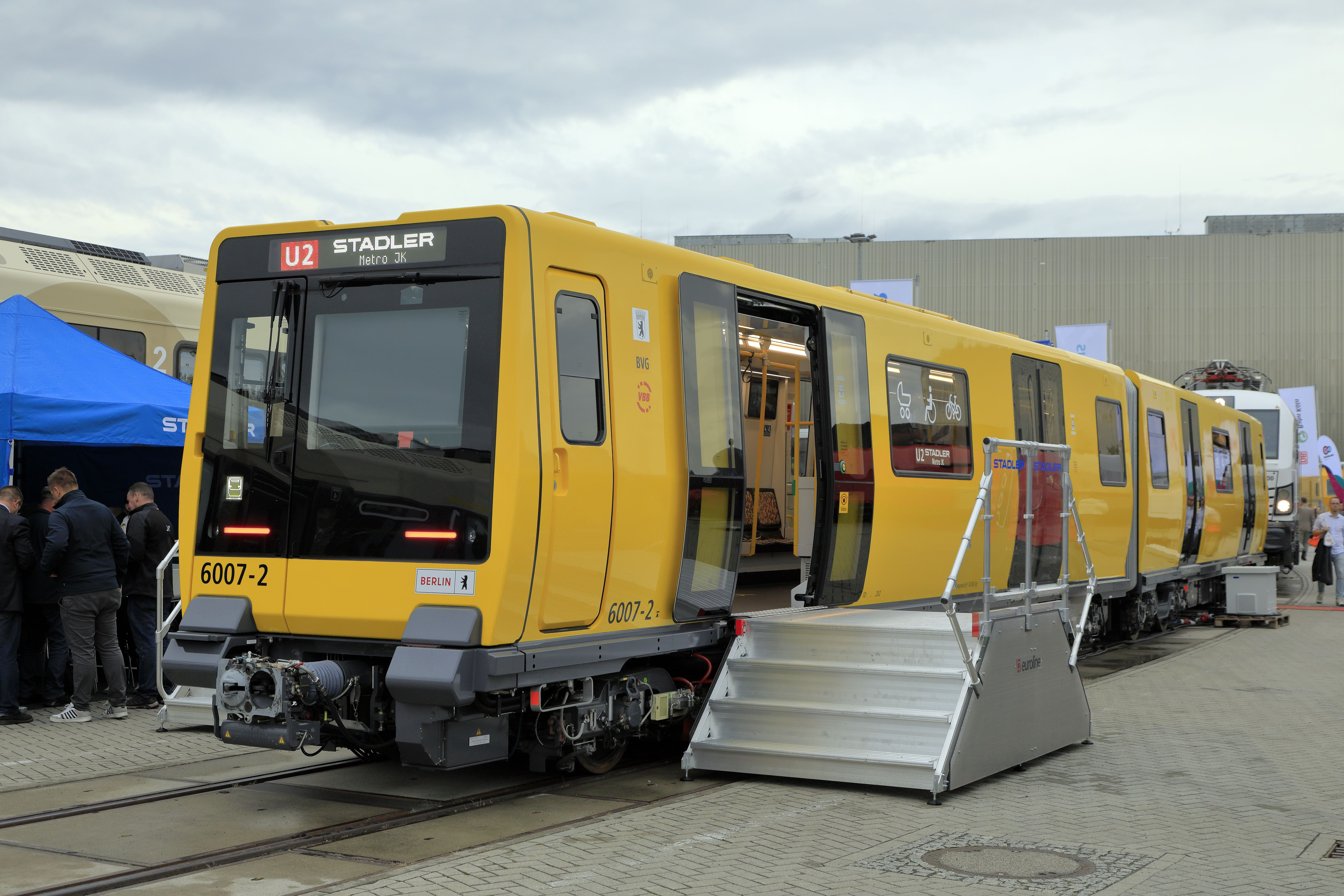
於InnoTrans展出的JK型列車

2016 年 10 月，BVG 宣布將購買新的列車，該訂單是BVG投資於新型有軌電車和地鐵車輛的 31 億歐元投資計劃的一部分。2019 年 6 月，BVG決定由施泰德獲得新列車的訂單，其競爭對手阿爾斯通提出異議，但被判敗訴。BVG與施泰德的合同金額達30億歐元，包括新的大斷面列車J型，以及與之對應的小斷面列車JK型，最初預計2021年開始交付，2033年完成所有列車交付，但計畫因為阿爾斯通的申訴而延遲，24節原型測試車交付已延遲至2022年，並從2023年開始批量生產交付，預計將交付多達1500節車廂，比BVG現有各種列車數量總和還多。
新的J型與JK型列車以IK型為藍圖建造，將以2節或4節為一組，可以編為2至6節編組，車身由鋁製成，各節車廂之間連通。

## 票務

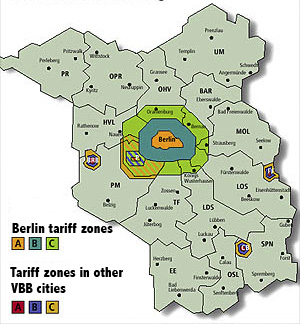
柏林與布蘭登堡票價區示意圖

2007年6月起，在許多地方（如車站、自動售票機及其他經許可的商店等）都可購買柏林大眾運輸之票證。

### 票種
票種分為普通票（Regeltarif）及折扣票（Ermäßigungstarif）兩種，後者適用6-14歲的兒童及大型犬隻，小於六歲及小型犬隻則免費。詳細票價請見BVG票價查詢 （页面存档备份，存于）（英文）
- 短程票（Kurzstrecke）：不限收費區，打票後可以兩小時內乘坐地鐵或城鐵，車程不多於3個車站；另可乘搭巴士、電車或渡輪（F10線除外），巴士及電車的車程不多於6個車站。
- 單程票（Einzeltickets）：分為AB、BC及ABC三種，打票後兩小時內可在指定收費區內乘車，中途可轉乘城鐵、巴士及電車，次數不限，但不得乘坐返回打票車站的車次。
- 單日票（Tageskarte）：打票後可於指定收費區內無限次搭乘地鐵、市郊鐵路、巴士、電車和渡輪，可使用至隔日凌晨三時。
- 7日票（7-Tage-Karte）
- 月票
- 旅遊票：分為歡迎卡（WelcomeCard）及城市旅遊卡（CityTourCard）兩種
  - 歡迎卡有效時限為48或72小時，人數為一成人、三位介於6-14歲之孩童，可通行於ABC三區、購買旅遊景點或博物館門票享有折扣。
  - 城市旅遊卡分為普通版與加強版，皆可用於搭乘所有柏林的大眾運輸工具。
- 腳踏車票：攜腳踏車搭乘大眾運輸工具須購買腳踏車票，大學內亦有販售腳踏車學生票。

乘客未持有有效車票乘車，一經發現，可被罰款60歐元。

### 票價
柏林地鐵的售票系統由柏林-布蘭登堡交通局（Berlin-Brandenburg Transit Authority, VBB）管理，分為A∕B∕C三個票價區（Tarifzone）。A區位於柏林市中心、城鐵環線內，B區涵蓋柏林其餘的地方，C區以行政區分為八個部份，其中波茨坦包括波茨坦-中馬克區域。
乘客可購買單區、複區的票證，柏林居民大多購買AB區票、郊區的通勤客則購買ABC區票。

## 外部連結
- BVG網站 （页面存档备份，存于）（德文） （英文）
- VSWB.de - Disused Rails and Lanes in Berlin
- Metro Bits：柏林地鐵照片集 （页面存档备份，存于）